# عملة نادرة (مسلسل)
عملة نادرة مسلسل مصري، من بطولة نيللي كريم، جمال سليمان، كمال أبو رية، أحمد عيد، ومن إخراج محمد جمال العدل.

## قصة المسلسل
تتنافس عائلتان في نجع عبدالجبار على السلطة والثروة، وتتأجج بينهم الصراعات بسبب زواج يحدث بين طرفين من العائلتين.

## طاقم العمل
- نيللي كريم: نادرة
- أحمد عيد: مسعود عبد الجبار
- جمال سليمان: عبد الجبار
- كمال أبو رية: حسن أبو عصاية
- ندى موسى: أُنس
- مريم الخشت: إسراء
- محمد فهيم: علاء عبد الجبار
- هشام عاشور: عصام
- إيمي إسلام: رقية
- فريدة سيف النصر: سكينة
- رمزي العدل: الشيخ المنزلاوي
- أحمد فهيم: عطية أبو عصاية
- وئام مجدي
- علي الطيب: بلال عبدالجبار
- نهى صالح: غالية
- محمد لطفي: شداد
- جومانا مراد: دميانة
- أشرف مهدي: حمزة
- عادل أنور: عمران
- أحمد السلكاوي: وسيم
- بسنت السبقي: أمل
- تامر ضيائي: عبدالحق
- أحمد البدري: شيخ الغفر
- أحمد الشافعي: عزت
- محمد علي ميزو: عادل
- سعد المختار
- حازم فؤاد: المأذون
- عزة السيد: أم عزت
- عزت جابر: جعفر
- ريم رؤوف: سميرة
- خالد أبوالدهب: شيخ ود النور
- سعيد المغربي
- مالك محمد